# Списак оригиналних програма за Max
HBO Max је ОТТ претплатничка услуга чији је власник Warner Bros. Discovery. Услуга је покренута 27. маја 2020. у САД и 8. марта 2022. у Србији.

## Оригинални програми

### Драма
| Српски назив          | Изворни назив | Жанр                    | Премијера                        | Сезоне               | Трајање    | Статус      |
| --------------------- | ------------- | ----------------------- | -------------------------------- | -------------------- | ---------- | ----------- |
| Вучје васпитање       |               | научна фантастика       | 3. септембар 2020. 8. март 2022. | 2 сезона, 18 епизода | 39—54 мин. | завршена    |
| Трачара               |               | тинејџерска драма       | 8. јул 2021. 8. март 2022.       | 1 сезона, 12 епизода | 53—57 мин. | обновљена   |
| Станица једанаест     |               | постапокалиптична драма | 16. децембар 2021. 8. март 2022. | 10 епизода           | 44—49 мин. | мини-серија |
| Демилитаризована зона |               | диспопијска драма       | 17. март 2022. 28. март 2022.    | 4 епизоде            | 58—60 мин. | мини-серија |
| Џулија Чајлд          |               | биографска драма        | 31. март 2022.                   | 1 сезона, 8 епизода  | 43—49 мин. | обновљена   |
| Пороци Токија         |               | криминалистичка драма   | 7. април 2022. 8. април 2022.    | 1 сезона, 10 епизода | 53—64 мин. | обновљена   |
| Степениште            |               | криминалистичка драма   | 5. мај 2022.                     | 8 епизода            | 59—73 мин. | мини-серија |

### Комедија
| Српски назив                | Изворни назив     | Жанр                            | Премијера                        | Сезоне                | Трајање    | Статус    |
| --------------------------- | ----------------- | ------------------------------- | -------------------------------- | --------------------- | ---------- | --------- |
| Љубавни живот               |                   | љубавно-хумористичка антологија | 27. мај 2020. 8. март 2022.      | 2 сезона, 20 епизода  | 24—35 мин. | на чекању |
| Стјуардеса                  |                   | драмска мистерија/црни хумор    | 26. новембар 2020. 8. март 2022. | 2 сезона, 16 епизода  | 37—48 мин. | завршена  |
| Генерација +                |                   | тинејџерска драмедија           | 11. март 2021. 8. март 2022.     | 1 сезона, 16 епизода  | 26—37 мин. | завршена  |
| Створени за љубав           |                   | црни хумор                      | 1. април 2021. 8. март 2022.     | 2 сезона, 16 епизода  | 24—32 мин. | завршена  |
|                             |                   | скеч-комедија                   | 6. мај 2021. н. п.               | 2 сезона, 12 епизода  | 19—23 мин. | на чекању |
| Комичари                    |                   | црни хумор                      | 13. мај 2021. 8. март 2022.      | 2 сезона, 18 епизода  | 24—35 мин. | на чекању |
|                             | Head of the Class | тинејџерска комедија ситуације  | 4. новембар 2021. н. п.          | 1 сезона, 10 епизода  | 21—27 мин. | завршена  |
| Сексуални живот студенткиња |                   | драмедија                       | 18. новембар 2021. 8. март 2022. | 1 сезона, 10 епизода  | 23—49 мин. | обновљена |
| И тек тако...               |                   | љубавна комедија                | 9. децембар 2021. 8. март 2022.  | 1 сезона, 10 епизода  | 34—43 мин. | обновљена |
| Миротворац                  |                   | суперхеројска драмедија         | 13. јануар 2022. 8. март 2022.   | 1 сезона, 8 епизода   | 38—44 мин. | обновљена |
| Наша застава значи смрт     |                   | историјска комедија             | 3. март 2022. 8. март 2022.      | 1 сезона, 10 епизода  | 25—31 мин. | обновљена |
| Опаснице                    |                   | комедија                        | 17. март 2022. 18. март 2022.    | 1 сезона, 10 епизода  | 24—35 мин. | обновљена |
|                             |                   | комедија ситуације              | 14. април 2022. н. п.            | 1 season, 10 episodes | 24—28 мин. | на чекању |

### Анимација

#### Анимација за одрасле
| Српски назив           | Изворни назив | Жанр                                | Премијера                       | Сезоне               | Трајање    | Статус      |
| ---------------------- | ------------- | ----------------------------------- | ------------------------------- | -------------------- | ---------- | ----------- |
|                        |               | црни хумор                          | 9. јул 2020. н. п.              | 3 сезоне, 24 епизода | 22—24 мин. | на чекању   |
|                        |               | политичка сатира/комедија ситуације | 29. јул 2021. н. п.             | 1 сезона, 12 епизода | 12—14 мин. | завршена    |
|                        |               | комедија ситуације                  | 30. септембар 2021. н. п.       | 1 сезона, 10 епизода | 24—26 мин. | на чекању   |
| Деда Мразова компанија |               | црни хумор                          | 2. децембар 2021. 8. март 2022. | 1 сезона, 8 епизода  | 21—25 мин. | мини-серија |

#### Деца и породица
| Српски назив                       | Изворни назив | Жанр                                      | Премијера                      | Сезоне               | Трајање    | Статус      |
| ---------------------------------- | ------------- | ----------------------------------------- | ------------------------------ | -------------------- | ---------- | ----------- |
| Авантуре шашаве дружине            |               | слепстик                                  | 27. мај 2020. 8. март 2022.    | 5 сезона, 62 епизода | 9—29 мин.  | обновљена   |
| Време је за авантуру: Далеке земље |               | научнофантастично-авантуристичка комедија | 25. јун 2020. 8. март 2022.    | 4 епизоде            | 45—49 мин. | мини-серија |
|                                    | Tig n' Seek   | комедија                                  | 23. јул 2020. н. п.            | 3 сезона, 60 епизода | 12 мин.    | на чекању   |
| Фанџизи!                           | !             | фантастична комедија                      | 20. август 2020. 8. март 2022. | 3 сезона, 80 епизода | 11—12 мин. | на чекању   |
|                                    |               | слепстик                                  | 20. фебруар 2021. н. п.        | 1 сезона, 2 епизода  | 4—5 мин.   | завршена    |
| Том и Џери у Њујорку               |               | слепстик                                  | 1. јул 2021. 8. март 2022.     | 2 сезона, 13 епизода | 20—21 мин. | на чекању   |
| Џелистоун!                         |               | слепстик                                  | 29. јул 2021. 8. март 2022.    | 2 сезона, 30 епизода | 11—21 мин. | обновљена   |
|                                    |               | комедија                                  | 13. септембар 2021. н. п.      | 1 сезона, 5 епизода  | 1 мин.     | на чекању   |
|                                    |               | комедија                                  | 13. септембар 2021. н. п.      | 2 сезона, 20 епизода | 11 мин.    | обновљена   |
|                                    |               | комедија                                  | 13. септембар 2021. н. п.      | 1 сезона, 3 епизода  | 1 мин.     | на чекању   |
| Јаба даба диносауруси              |               | комедија                                  | 30. септембар 2021. н. п.      | 2 сезона, 26 епизода | 11 мин.    | завршена    |
|                                    |               | суперхерој                                | 14. октобар 2021. н. п.        | 3 епизода            | 45 мин.    | мини-серија |